# Kölleda (stacja kolejowa)
Kölleda (niem. Bahnhof Kölleda) – stacja kolejowa w Kölleda, w kraju związkowym Turyngia, w Niemczech. Znajduje się na linii Straußfurt – Großheringen. Według DB Station&Service ma kategorię 6. 

## Linie kolejowe
- Linia Straußfurt – Großheringen
- Linia Laucha – Kölleda